# Manfred Reich
Manfred Reich (* 1940) aus Zella-Mehlis ist ein Aktivist der extrem rechten Szene in Südthüringen und war bis zu seiner Selbstenttarnung 2004 als V-Mann Zuträger für den Verfassungsschutz Thüringen.

## Aktivist in der Szene

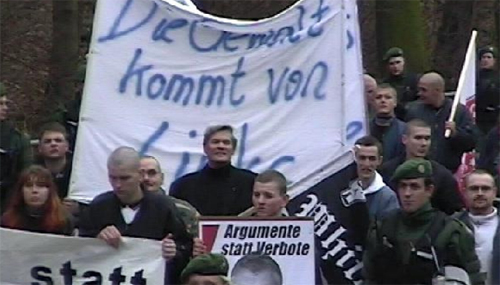
Manfred Reich (Bildmitte) auf einer NSAW-Demo 2000 in Schmalkalden

Seit den 1990er Jahren besucht Reich bundesweite Aufmärsche und Treffen unterschiedlicher Neonazi-Gruppen. Zudem durchlief er diverse rechte Parteien, deren Thüringer Landesverbände er teilweise mit aufbaute; zunächst die Nachwendepartei Deutsche Soziale Union (DSU), später saß er im Präsidium der Partei Die Republikaner (REP), dann fungierte er als Schatzmeister der Deutschen Volksunion (DVU). Letztlich beteiligte er sich, wieder als Schatzmeister, seit Mitte 2003 am Thüringer Landesvorstand der Deutschen Partei (DP), hielt außerdem engen Kontakt zur NPD-Führung in Thüringen und zu Freien Kameradschaften. Gemeinsam mit dem DP-Landesvorsitzenden Kurt Hoppe besuchte Reich zahlreiche Veranstaltungen von Neonazis, wie eine am 2. Dezember 2000 vom Kameradschaftsnetzwerk „Nationales und Soziales Aktionsbündnis Westthüringen“ (NSAW) organisierte Demonstration in Schmalkalden.

## Spitzeltätigkeit

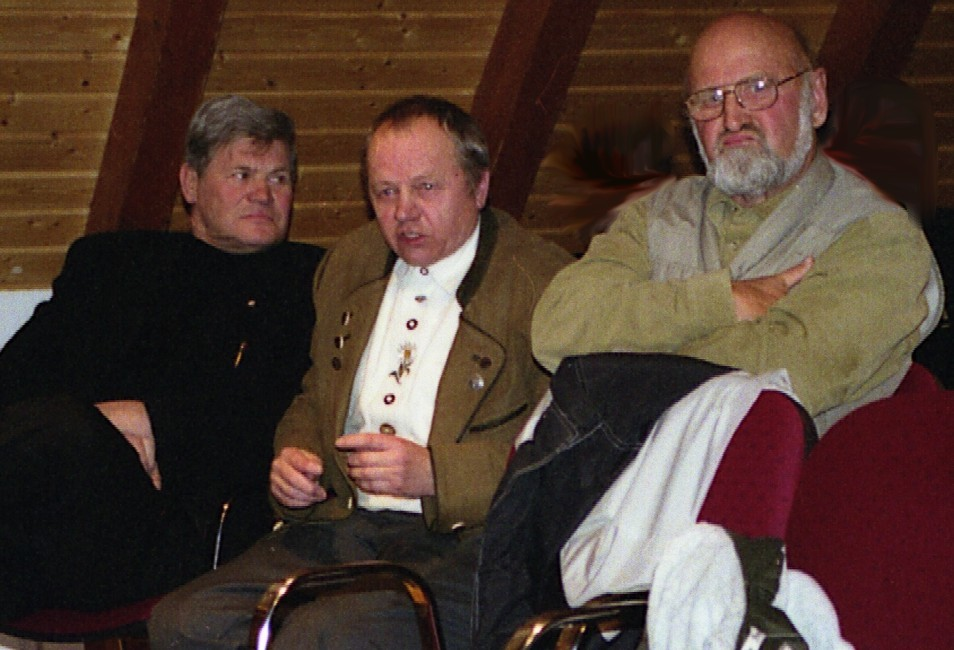
V. l. n. r.: Manfred Reich, Kurt Hoppe und Hans Perter Conrad bei einer Mobit-Veranstaltung 2002 in Zella-Mehlis

Spätestens seit 1994 war er als Zuträger des Verfassungsschutzes (VS) aktiv. Zwei Mitarbeiter des Thüringer Landesamtes für Verfassungsschutz (TLfV) hatten ihn 1993 angesprochen, weil er als Mitarbeiter einer Behörde einen Waffendeal anzeigte, von welchem er auf einer Versammlung der Republikaner erfuhr, auf der Reich selbst als Interessent zugegen gewesen war. Für seine Informationsdienste boten sie ihm monatliche 300 bis 500 DM. "Ich habe mitgemacht, weil bei den Rechten so viel Gesocks rumläuft. Die machen die nationale Sache kaputt. Ich habe gedacht, für die ehrlichen Rechten ist es wirklich gut, was ich da mache", kommentierte Reich seine Motivationslage. Eigenen Angaben zufolge sei er mit dem Decknamen „Dax“ vom TLfV „auf den bekannten Thüringer Rechtsaktivisten Kurt Hoppe angesetzt gewesen, sei ihm [...] von Partei zu Partei gefolgt.“ Zudem lag sein besonderes Augenmerk auf den extrem rechten Drahtziehern Michael Burkert und NPD-Landeschef Frank Schwerdt sowie der gesamten Neonaziszene Südthüringens.
Aufgrund der Kritik an staatlicher Finanzierung von aktiven Neonazis – infolge der Affäre Tino Brandt – durften laut einer Weisung des damaligen Behördenchefs Thomas Sippel bereits seit 2001 keine "Personen in Führungsfunktionen" mehr als V-Leute gewonnen oder geführt werden. Bestätigt wurde dies auch durch ein Urteil des Bundesverfassungsgerichtes zum gescheiterten NPD-Verbotsverfahren 2003. Vor diesem Hintergrund war die Rolle, die Manfred Reich in diesen Strukturen einnahm, Gegenstand öffentlicher Auseinandersetzungen. Möglicherweise habe "das Landesamt Hoppes Arbeit über ihren Spitzel bezahlt, beeinflusst oder gar gesteuert", so die Tageszeitung Freies Wort. Er selbst sagte: "Meine Verbindungsleute gaben mir genaue Befehle, in welcher jeweilig wichtigen Partei ich aktiv werden sollte". Der Bundeschef der DP, Heiner Kappel, beschrieb Reich als „geselligen, freundlichen und hilfsbereiten Menschen“, der jedoch manchmal beklagt habe, dass die Partei zu zurückhaltend sei. Und sein langjähriger Weggefährte Kurt Hoppe urteilte, dass Reich zwar "keinen großen Einfluss innerhalb seiner wechselnden Parteien erlangen konnte", wohl "aber sei er immer wieder als Provokateur aufgetreten. Als einer, der zum Aufbau von Untergrundgruppen riet, um 'die ganze kommunistische Sippschaft' in die Luft zu sprengen."
In Monatsraten von mehreren hundert Euro soll er insgesamt für seine Aktivitäten mehrere zehntausend Euro vom Thüringer Landesamt für Verfassungsschutz erhalten haben.

## Selbstabschaltung
Als Anfang 2004 die Neonazis der ein Jahr zuvor auch von Manfred Reich persönlich mit aufgebauten örtlichen Kameradschaft Zella-Mehlis vor seiner Haustür standen, ihn in seiner Nachbarschaft denunzierten und Morddrohungen gegen ihn aussprachen, beendete er seine Mitarbeit beim VS selbst. Eigenen Aussagen zufolge wollte Reich schon längere Zeit sowohl seinen Spitzeldienst beenden als auch generell aus der rechten Szene aussteigen. Dies bestätigten die Neonazis aus dem Freien Kameradschaftsnetzwerk Aktionsbüro Thüringen auf ihrer Website: "Einige Kameraden mutmaßten schon seit längeren, daß Reich ein V-Mann sein könnte. Vor einigen Wochen nämlich gab er intern seinen 'Ausstieg' aus der nationalen Opposition bekannt." Für seinen Rückzug aus dem Staatsdienst bekam Reich jedoch keinerlei Unterstützung durch seine Führungsperson. Dies nötigte ihn eigenen Angaben zufolge dazu, sich gerade wegen des Mangels an amtlicher Hilfe selbst als V-Mann in der Öffentlichkeit zu outen. Dafür vertraute er sich der Journalistin und Autorin Andrea Röpke an, die seinen Ausstieg öffentlich machte.
Sowohl das Führen von V-Personen generell als auch die fehlende behördliche Nachsorge wie im Falle von Manfred Reich sorgten und sorgen bis heute für Kritik. Durch die Praxis der V-Leute sei die neonazistische Szene nicht nur aufgebaut und geführt worden, auch sei dadurch das erste beantragte NPD-Verbot vor dem Bundesverfassungsgericht gescheitert. Insbesondere im Zuge der Aufarbeitung der Hintergründe des sogenannten Nationalsozialistischen Untergrunds (NSU) erschien diese Praxis als derart fragwürdig, dass das TLfV Anfang 2015 aufgelöst, ins Thüringer Innenministerium integriert wurde und seither vom Parlament stärker kontrolliert wird. Als bundesweit bislang einmaliger Vorgang wurde ebenso die weitgehende Abschaltung der V-Leute in Thüringen umgesetzt.
Reich, der von sich behauptete immer nur die Wahrheit berichtet zu haben, warnte bereits damals sehr präzise vor der Radikalität der Thüringer Neonazi-Szene, urteilte jedoch: „Taten folgten auf meine Berichte leider nicht“.

## Spätere politische Betätigung
Bereits kurze Zeit später, am 22. August 2005, zeigte sich Manfred Reich wieder in der Öffentlichkeit, diesmal bei einer in Suhl stattfindenden Veranstaltung für die Bundestagswahlkreiskandidaten, gemeinsam mit den NPD-Kandidaten Kurt Hoppe und Tommy Frenck.